# Милентије Ђорђевић
Милентије Ђорђевић (Мозгово, 2. октобра 1950) српски је књижевник и професор. Као историчар књижевности и књижевни критичар бавио се истраживањем српског надреализма, романа, а посебно реториком и беседништвом и применом савремених метода у настави српског језика и књижевности.

## Биографија
Милентије Ђорђевић је рођен 2. октобра 1950. године у Мозгову код Алексинца. Учитељску школу завршио је у Крушевцу. Године 1975. дипломирао је на Филолошком факултету у Београду на студијској Групи за југословенску и општу књижевност, а магистрирао 1988. године на смеру наука о књижевности. Докторат наука стекао је такође на Филолошком факултету у Београду 1992. (тема: Књижевно дело Александра Вуча - надреализам, поезија, роман и поетика). До 1993. био је професор у Техничкој школи и Крушевачкој гимназији. Године 1994. изабран је на Институту за књижевност и уметност у Београду у звање научног сарадника, а 1995. за доцента на Педагошком факултету у Јагодини, на коме је обављао дужност шефа Катедре за дидактику, методике и образовну технологију. Од 2000. до 2011. године предавао је на Филозофском факултету у Нишу (од 2005. у звању редовног професора на Департману за српски језик и књижевност, журналистику, филозофију и педагогију). Био је шеф катедре за књижевност, управник Департмана за српски језик и књижевност, члан Научно-стручног већа лингвистика, књижевност и журналистика Универзитета у Нишу и уредник библиотеке „Баштина“ Филозофског факултета у Нишу.
Као гостујући професор предавао је на Учитељском факултету у Ужицу, Педагошком факултету у Јагодини, Филолошко-уметничком факултету у Крагујевцу, Високој струковној школи за васпитаче у Крушевцу и Филозофском факултету у Косовској Митровици.
Био је члан редакције часописа „Синтеза“ који је издавала „Багдала“ из Крушевца и члан редакције часописа „Школски час“ (нова серија) који је излазио у Београду. Главни је уредник часописа „ Синтезе“ од 2012. до 2016. године. Објавио је стотинак научних и стручних радова у научној и стручној периодици у „Књижевној речи“, „Књижевним новинама“, „Књижевној критици“, „Књижевној историји“, „Свескама“ Задужбине Иве Андрића, „Савременику“, „Корацима“, „Багдали“, „Браничеву“, „Расковнику“ сарајевском „Изразу“, подгоричком „Стварању „ те у Зборнику САНУ и зборницима Центра за научна истраживања САНУ и Универзитета у Нишу).

## Романи, приче, поезија, драме, преводи
- Заумље, песме, ауторско библиофилско издање, Београд, 1976.
- Антологија кратке приче Латинске Америке, приредио Хуан Октавио Пренс, (преводи прича Хуана Боша и Гвадалупе Дуењаса), Багдала, Крушевац, 1983.
- Отров костретне урме, приче, „Синтеза“, „Багдала“, Крушевац, 1986.
- Живописци, приче, Народна библиотека, Крушевац, 1992.
- Мазија, роман, Просвета, Београд, 1994.
- Чума, роман, Просвета, Београд, 1996.
- Свети ратници, роман, Просвета, Београд, 2001.
- Глуме и драмати, ауторско библиофилско издање, Крушевац, 2008.
- Ничија земља, роман, Просвета, Београд 2015.
- Мојсињска трилогија, роман, Просвета, Београд 2017.
- Сабор у трешњару, књига сећања на детињство, Сербика, Београд,2020.
- Кафане и друга згодна места, Народна библиотека,Крушевац,2022.

## Књиге студија, антологије, приређена издања
- Савремени српски роман и средњовековна проза (монографија), Народна библиотека, Крушевац, 1990, 103. стр.
- Анатомија српског надреализма (послератна писања о српском надреализму), Вук Караџић, Параћин, 1990., 208 стр.
- Хрестоматија са основним књижевнотеоријским и књижевноисторијским појмовима и примерима теоријских и методичких интерпретација (коаутор др Драгољуб Зорић), Учитељски факултет Ужице, Кадињача и Учитељски факултет у Јагодини, Ужице - Јагодина, 1997, 378 стр.
- Сложеност једноставног (приручник), Научна књига, Београд, 1997, 57 стр.
- Учитељска узданица – настављачи и следбеници, Учитељски факултет Јагодина, Јагодина, 1998., 222 стр.
- Најлепше српске беседе (антологија), Просвета, Београд, 1998 -2000 (четири издања), 550 стр.
- Библиографија методике наставе српског језика и књижевности, Учитељски факултет Јагодина, Јагодина, 2000., 222 стр.
- Најлепше беседе владике Николаја, Просвета, Београд, 2002. , 224 стр.
- Српске народне здравице и молитве, Просвета, Београд, 2002, 2003, 238 стр.
- Баштина и баштиници (студије и огледи из српске књижевности 19. и 20. века), Агена, Београд, 2003.,145 стр.
- Антологија нишких песника, Просвета, Ниш, 2003, 235, стр.
- Увод у књижевност - књижевноманија, (приручник за основне школе), Либер - Театар За, Нови Сад, Београд, 2003. 138 стр.
- Настава књижевности у савременој школи (монографија), Театар За, Београд, 2004, 92 стр.
- Беседништво код Срба (монографија), Центар за црквене студије, Ниш 2007, 301 стр.
- Песници старих народа (антологија), Сербика , Београд, 2009, 158 стр.
- Крива Дрина (чланци , полемике и памфлети), Сербика, Београд, 2010, 70 стр.
- Књижевност у знаку кризе (монографија), Сербика, Београд, 2013, 160 стр.
- Књижевно дело Александра Вуча / надреализам,поезија,роман и поетика, ГлобЕдит,2020.
- Српске беседе, (антологија) Народна библиотека Крушевац, 2022.